# Nuba (Palestyna)
Nuba (arab. ‏نوبا‎) – palestyńskie miasto położone w muhafazie Hebron, w Autonomii Palestyńskiej. Według danych szacunkowych Palestyńskiego Centralnego Biura Statystycznego w 2016 roku miejscowość liczyła 5726 mieszkańców